# Galbula ruficauda
Galbula ruficauda là một loài chim trong họ Galbulidae.

## Hình ảnh

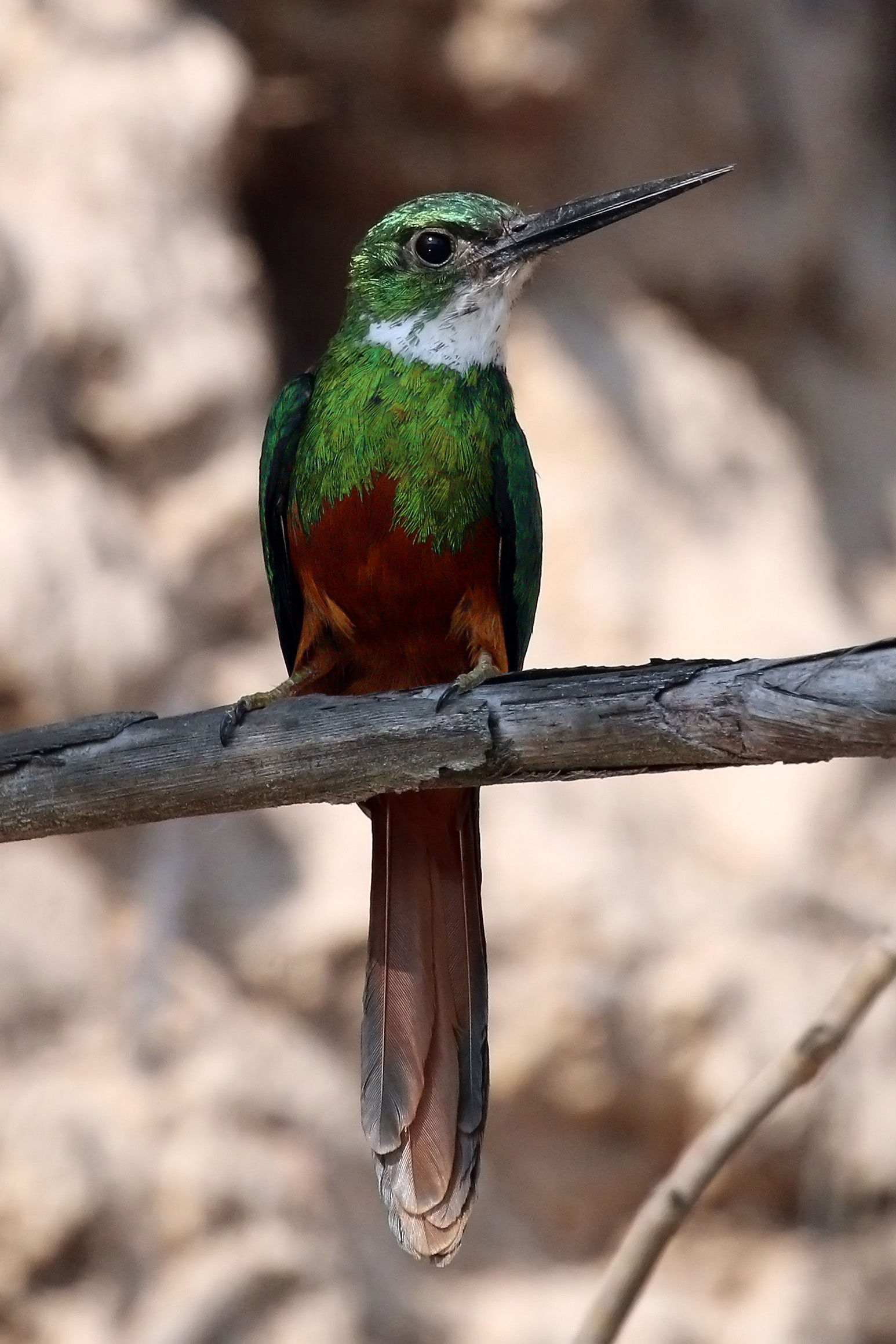
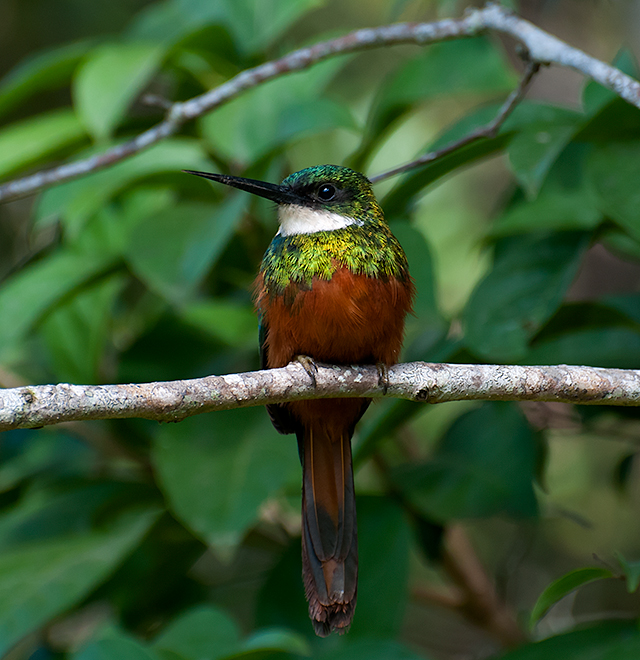
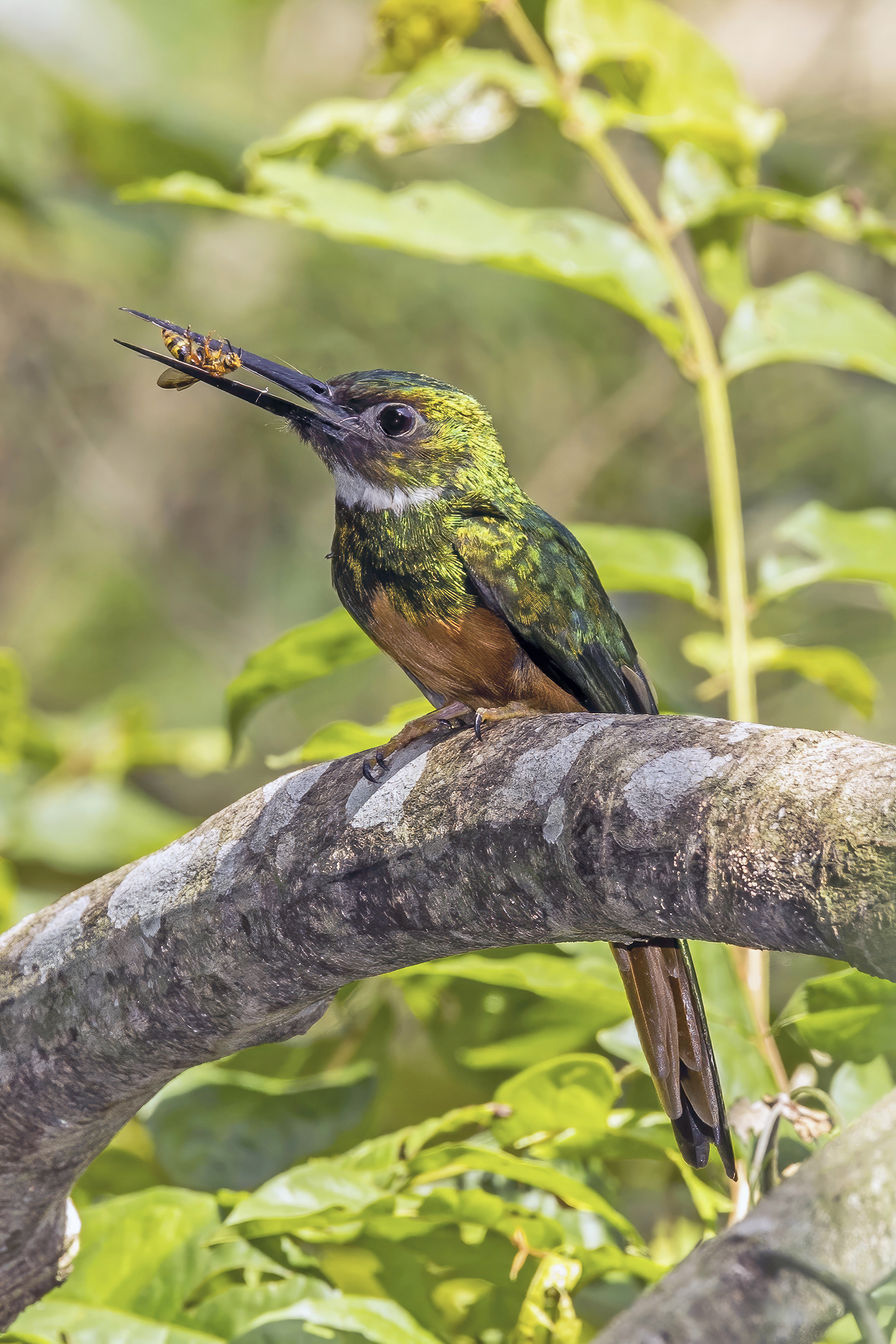